# X-Force
X-Force was een fictief superheldenteam uit de gelijknamige stripserie van Marvel Comics. Het team was een van de vele spin-offs van de X-Men. Het team werd bedacht door schrijver/tekenaar Rob Liefeld, en werd geïntroduceerd in The New Mutants #100 (april 1991).
X-Force was een meer militaire incarnatie van de New Mutants. Onder leiding van de mutant Cable was het team beduidend agressiever dan de X-Men. De stripserie was een groot succes begin jaren 90, maar de populariteit nam af toen Liefeld ermee stopte. Marvel probeerde meerdere herformaties tussen 1995 en 2001, met gemengde resultaten. Uiteindelijk dwong de slechte verkoop Marvel om de serie opnieuw te lanceren met een geheel nieuwe cast. Dit nieuwe team had enkel nog de naam X-Force, maar was verder compleet anders. In 2002 veranderde de naam van deze groep naar X-Statix.
Toen ook X-Statix uiteen viel, liet Marvel nog eenmaal X-Force bij elkaar komen in een zesdelige miniserie in 2004. Daarna werd het team opgeheven.

## Geschiedenis

### De Liefeld periode
X-Force werd bedacht door tekenaar Rob Liefeld, die ook meewerkte aan de New Mutants-serie, en Fabian Nicieza. De immense populariteit van Liefeld’s tekenwerk stelde hem in staat de serie geheel over te nemen en ermee te doen wat hij wilde. Hij introduceerde Cable en enkele andere “harde” karakters in 1990 en 1991. In 1991 veranderden hij en Nicieza de New Mutants in X-Force.
De voornaamste vijanden van X-Force in het eerste jaar was de terroristische Mutant Liberation Front, geleid door Stryfe, een gemaskerde mutant met een mysterieuze link met Cable. Eerdere delen van de strip bevatten ook Deadpool, de onsterfelijke Externals en een nieuwe versie van de Brotherhood of Mutants.
Geholpen door de populaire en bombastische tekenstijl van Liefeld werd X-Force een van Marvel’s best verkopende striptitels vrijwel direct na het debuut. De serie was een rivaal onder andere Amazing Spider-Man en Uncanny X-Men. De populariteit werd nogmaals bevestigd toen er een serie van X-Force actiefiguren uitkwam, iets wat normaal alleen werd gedaan bij strips die waren omgezet tot een animatieserie of film (zoals Spider-Man en X-Men).
Veel stripboekfans waren kritisch over de serie. Een veel gehoord argument was dat de serie te veel vertrouwde op vuurwapens, grote spieren en grote explosies, en bijna geen moraal of plot had. Dit was een argument dat later zou overslaan naar andere strips van Liefeld. Schrijver Mark Waid en tekenaar Alex Ross maakten parodieën op X-Force en andere antiheldgroepen in de DC Comics miniserie Kingdom Come uit 1996.
Liefeld’s werk aan de X-Force stripserie duurde niet lang. Hij illustreerde de serie tot aan deel 9, en na deel 12 stopte hij ook met het bedenken van de verhalen. Liefeld was behoorlijk gefrustreerd dat hij de door hem bedachte personages niet “bezat”, en dat zijn werk werd gebruikt voor merchandise terwijl hij er bijna geen geld voor kreeg. Samen met zes andere populaire Marvel tekenaars vertrok hij naar Image Comics in 1992.

### Midden 1990s: Nicieza en Loeb
X-Force ging verder met Nicieza als hoofdschrijver en Greg Capullo als illustrator. Nicieza schreef ook mee aan de serie X-Men. Hij bedacht onder andere het verhaal “X-Cutioner's Song”, waarin Cable wordt beschuldigd van een aanslag op Professor X en de X-Men tegen X-Force vechten. Dit verhaal maakte Cable populair genoeg voor een eigen stripserie in 1993.
Cupullo werd uiteindelijk opgevolgd door Tony Daniel. Cable verdween een tijdje uit de serie, waarna de tienermutanten probeerden een eigen identiteit te ontwikkelen. Cable’s terugkeer in deel 25 maakte de dingen alleen maar gecompliceerder, aangezien Cannonball de leiding op zich had genomen. Het team werd meer een soort van “slecht functionerende familie”, en de plots combineerden soapserie aspecten met gewelddadige actie. In 1993 en 1994 diepte Nicieza het verleden van de afzonderlijke personages meer uit, en introduceerde nieuwe personages uit de New Mutants-periode van het team.
Vanwege de teruglopende verkoop herrees X-Force uit de Age of Apocalypse serie met een nieuw team van schrijver Jeph Loeb en tekenaar Adam Pollina, die het team drastisch veranderden. Loeb herintroduceerde elementen van de New Mutants, waaronder de uniformen van het team en hun basis op Xavier’s school.

### Na-Cable periode
In 1997 liet schrijver John Moore het X-Force team losbreken van Cable en de X-Men. Hij portretteerde het team als zorgeloze mutanten van begin 20. Veel fans vonden dat de serie echter doelloos was geworden, en de verkoop kelderde.
Eind 1998 lieten Moore en Jimmy Cheung het team zich vestigen in San Francisco, en herintroduceerde Cannonball en Domino in de serie. Dit was echter niet genoeg om de verkoop weer te laten stijgen.
In 2000 werd schrijver Warren Ellis, die bekendstond om zijn duistere en sarcastische schrijfstijl, ingehuurd om de X-Boeken, waaronder X-Force, weer populairder te maken. Zijn X-Force strips werden getekend door Whilce Portacio. De verkoop bleef echter laag, wat tot drastische veranderingen leidde.

### Einde van de serie
Begin 2001 maakte Marvel’s nieuwe hoofdredacteur Joe Quesada een einde aan veel X-Boeken, met als argument dat er veel te veel strips waren over mutanten superhelden. X-Force werd niet stopgezet, maar het concept van de serie werd wel geheel omgegooid. Een compleet nieuw team met de naam X-Force werd geïntroduceerd. De serie werd uiteindelijk hernoemd tot "X-Statix" eind 2002. Daarmee eindigde de X-Force serie na 129 delen.
In 2004 bracht Marvel een nieuwe zesdelige miniserie uit over X-Force, wederom geschreven en getekend door Liefeld.

## Prijzen
Deel 57 en 58 van de serie waren onderdeel van de Onslaught verhaallijn, die grote kans maakte op de Comics Buyer's Guide Fan Award voor favoriete stripboek in 1997.

## De originele X-Force
Voordat het team dat het meest bekend is als X-Force zijn debuut maakte, introduceerde Marvel een andere, niet aan deze serie gerelateerde en maar weinig bekende groep die ook X-Force heette. Dit was een maar kort bestaand team, gemaakt om Freedom Force te vervangen. De leden waren geen mutanten, maar kregen hun krachten kunstmatig en werden vernoemd naar de X-Men. Deze groep verscheen enkel in de pagina’s van Cloak and Dagger #9-10 (1990).